# برنارد لانغر
برنارد لانغر (بالألمانية: Bernhard Langer)‏ (و. 1957  م) هو لاعب غولف ألماني.

## جوائز
حصل على جوائز منها:
- وسام الاستحقاق البافاري
- صليب وسام الاستحقاق من جمهورية ألمانيا الاتحادية
- قاعة الشهرة العالمية للجولف  [لغات أخرى]‏.

## روابط خارجية
- برنارد لانغر على موقع رابطة لاعبي الغولف المحترفين (الإنجليزية)
- برنارد لانغر على موقع رابطة أوروبا للاعبي الغولف المحترفين (الإنجليزية)
- برنارد لانغر على موقع رابطة اليابان للاعبي الغولف المحترفين (الإنجليزية)
- برنارد لانغر على موقع التصنيف العالمي الرسمي للغولف (الإنجليزية)